# Курловский район
Ку́рловский райо́н — административно-территориальная единица во Владимирской области РСФСР, существовавшая в 1935—1963 годах. Административный центр — рабочий посёлок Курловский.
Район был образован 25 января 1935 года в составе Ивановской Промышленной области с центром в рабочем посёлке Курловский путём выделения из части территории Гусь-Хрустального района.
С 11 марта 1936 года район в составе Ивановской области.
С 14 августа 1944 года Курловский район в составе вновь образованной Владимирской области.
Указом Президиума Верховного Совета РСФСР от 1 февраля 1963 года «Об укрупнении сельских районов, образовании промышленных районов и изменении подчиненности районов и городов Владимирской области» был образован Гусь-Хрустальный сельский район. В него вошли сельские Советы Гусь-Хрустального и Курловского районов.

## Административное деление
В 1942 году в состав района входили 3 рабочих посёлка (Великодворский, Золотково, Курловский) и 24 сельских Совета: Аксёновский, Василевский, Великодворский, Вырытовский, Добрятинский, Долбинский, Золотковский, Ильинский, Ильичёвский, Колпский, Кузьминский, Купреевский, Нармский, Ново-Мальцевский, Овинцевский, Окатовский, Парахинский, Перовский, Тащиловский, Тюрвищенский, Уляхинский, Цикульский, Черсевский.
В 1946 году был образован р.п. Мезиновский. В 1954 году были упразднены Вырытовский, Георгиевский, Долбинский, Кузьминский, Ново-Мальцевский, Перовский, Тащиловский, Тюрвищенский, Цикульский и Черсевский с/с. В 1959 году упразднён Окатовский с/с.